# 史文焕
史文焕（？—？），榜名孫煥，字涵華，號龍田、還樸，山西太原府盂县人，明朝政治人物。

## 生平
萬曆二十五年（1597年）丁酉科山西乡试舉人，二十六年（1598年）戊戌科進士，吏部觀政，二十八年授束鹿知县，三十七年七月关外审决，本年升员外郎、郎中，三十八年出守永平府，以治绩卓异，四十一年擢陕西关内道副使，四十五年七月加升陕西右参政，泰昌元年八月升本省按察使，天啓二年五月升本省右布政使，多异政，秦民为立生祠。四年调四川左布政司，先是平长安畔逆某某等有功，至是复跳梁。文焕出蜀藩羡馀十数万，請济陕军，朝廷嘉其廉正，赐蟒玉，晉阶从一品荣禄大夫，以亲老三疏乞休，部覆有「史文焕介节一庭霜雪，壮猷万里金汤」之语。天启五年（1625年）致仕归，奉亲之暇，焚香读书。

## 著作
著有《矜生录》、《警心浅言》，今皆散亡。

## 家族
父史登科。